# Deveselu (gmina)
Deveselu – gmina w Rumunii, w okręgu Aluta. Obejmuje miejscowości Comanca i Deveselu. W 2011 roku liczyła 3157 mieszkańców.